# Leven Rambin

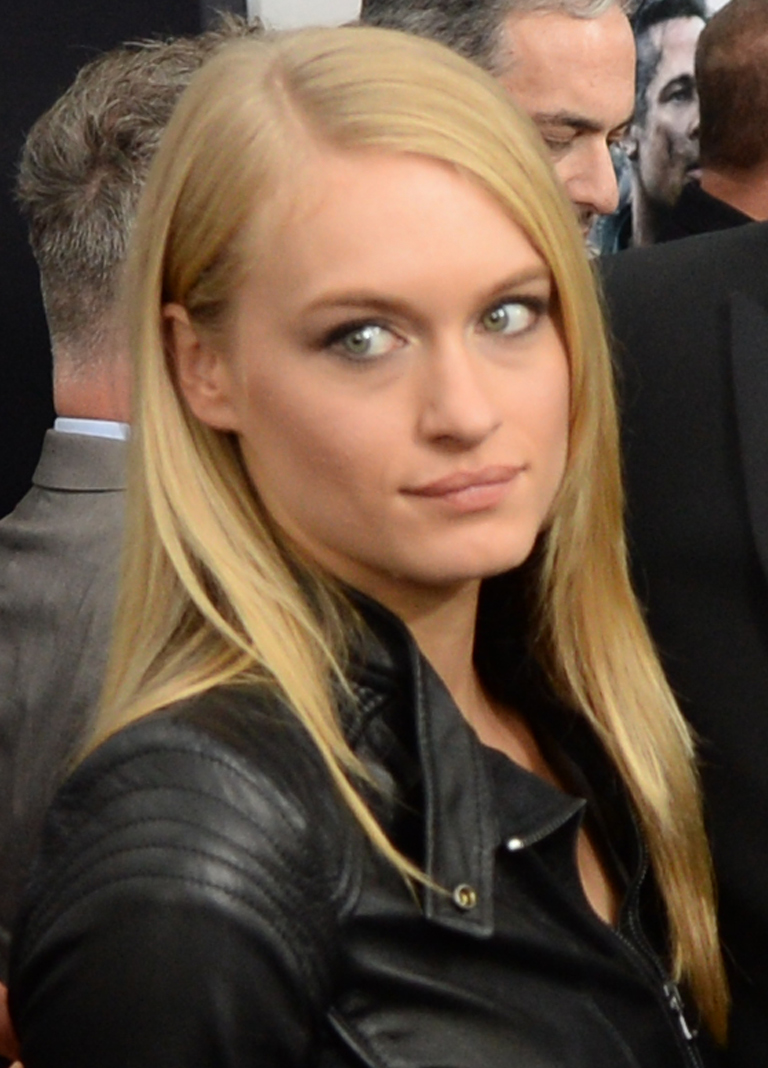
Leven Rambin (2014)

Leven Rambin (* 17. Mai 1990 in Houston, Texas) ist eine US-amerikanische Schauspielerin.

## Leben
Leven Rambin ist die Tochter von Joseph Howard Rambin III und Karen Stacy Guthrie, Gründer von Moody Rambin, Houstons größter Immobilienfirma. Rambin hat drei Geschwister, ihren Bruder, Joseph Rambin, eine ältere Halbschwester, Mary Rambin, und einen älteren Halbbruder, Jay Rambin. Rambin begann schon als Kind in Schulaufführungen aufzutreten und studierte an der Houston School of Film and Theatre und an der St. Francis Episcopal Day School, wo sie in ihrem ersten Schulstück spielte, bevor sie nach New York zog und sie ihre erste Hauptrolle bei All My Children bekam. Während ihrer Schauspielzeit hat sie ihr High-School-Diplom über den Texas School University Independent School District fortgesetzt.

## Karriere
In der Fernsehserie All My Children spielte Rambin von 2004 bis 2010 die Rolle der autistischen Lily Montgomery, von 2007 bis 2010 in einer Doppelrolle zusätzlich den Part der Ava Benton, die Halbschwester ihres ursprünglichen Charakters. Für ihre Rolle in All My Children wurde sie 2006 in der Kategorie Younger Leading Actress für einen Emmy nominiert. In der sechsten Staffel spielte sie in der Serie Grey’s Anatomy die Rolle der Sloan Riley und absolvierte in dieser Rolle auch einen Gastauftritt im Spin-off Private Practice. 2012 verkörperte sie in Die Tribute von Panem – Tödliche Spiele die Rolle der Glimmer. 2013 übernahm sie die Hauptrolle der Clarisse La Rue in Percy Jackson: Im Bann des Zyklopen. Seit 2018 spielt sie die Hauptrolle Kit Lannigan in der Vox-Produktion Gone.

## Privatleben
Rambin war von 2015 bis 2017 mit dem Schauspieler Jim Parrack verheiratet. Seit April 2017 ist sie in einer Beziehung mit dem Schauspieler Tilky Jones.

## Filmografie (Auswahl)
- 2004–2010: All My Children (Fernsehserie, 162 Folgen)
- 2006: The Book of Daniel (Fernsehserie, 4 Folgen)
- 2007: Law & Order: Special Victims Unit (Fernsehserie, Folge 8x18 Responsible)
- 2008: Gigantic
- 2008: Lipstick Jungle (Fernsehserie, Folge 1x04 Bombay Highway)
- 2008–2009: Terminator: The Sarah Connor Chronicles (Fernsehserie, 10 Folgen)
- 2009–2010: Grey’s Anatomy (Fernsehserie, 5 Folgen)
- 2010: Private Practice (Fernsehserie, Folge 3x11 Noch eine zweite Chance)
- 2010: Scoundrels (Fernsehserie, 8 Folgen)
- 2010: Case 219
- 2011: One Tree Hill (Fernsehserie, 3 Folgen)
- 2011: Die Zauberer vom Waverly Place (Wizards of Waverly Place, Fernsehserie, 3 Folgen)
- 2011: CSI: Miami (Fernsehserie, 4 Folgen)
- 2012: Die Tribute von Panem – The Hunger Games (The Hunger Games)
- 2013: Mavericks – Lebe deinen Traum (Chasing Mavericks)
- 2013: Percy Jackson: Im Bann des Zyklopen (Percy Jackson: Sea of Monsters)
- 2014: The Tomorrow People (Fernsehserie, 3 Folgen)
- 2014: 7 Minutes
- 2014: Two Night Stand
- 2015: True Detective (Fernsehserie, 5 Folgen)
- 2015: Walter
- 2015: I Am Michael
- 2017: Tatterdemalion
- 2017: Lost Child
- 2017: The Path (Fernsehserie, 7 Folgen)
- 2017–2018: Gone (Fernsehserie, 12 Folgen)
- 2019: The Dirt – Sie wollten Sex, Drugs & Rock’n’Roll (The Dirt)
- 2020: The Big Ugly
- 2020: Mank
- 2021: The Forever Purge
- 2021: Red Giant (Kurzfilm)
- 2023: Alpha/Beta
- 2024: Last Night on Earth
- 2024: You Are Always Right Here
- seit 2024: Fire Country (Fernsehserie)